# ارقم بن ابی‌ارقم

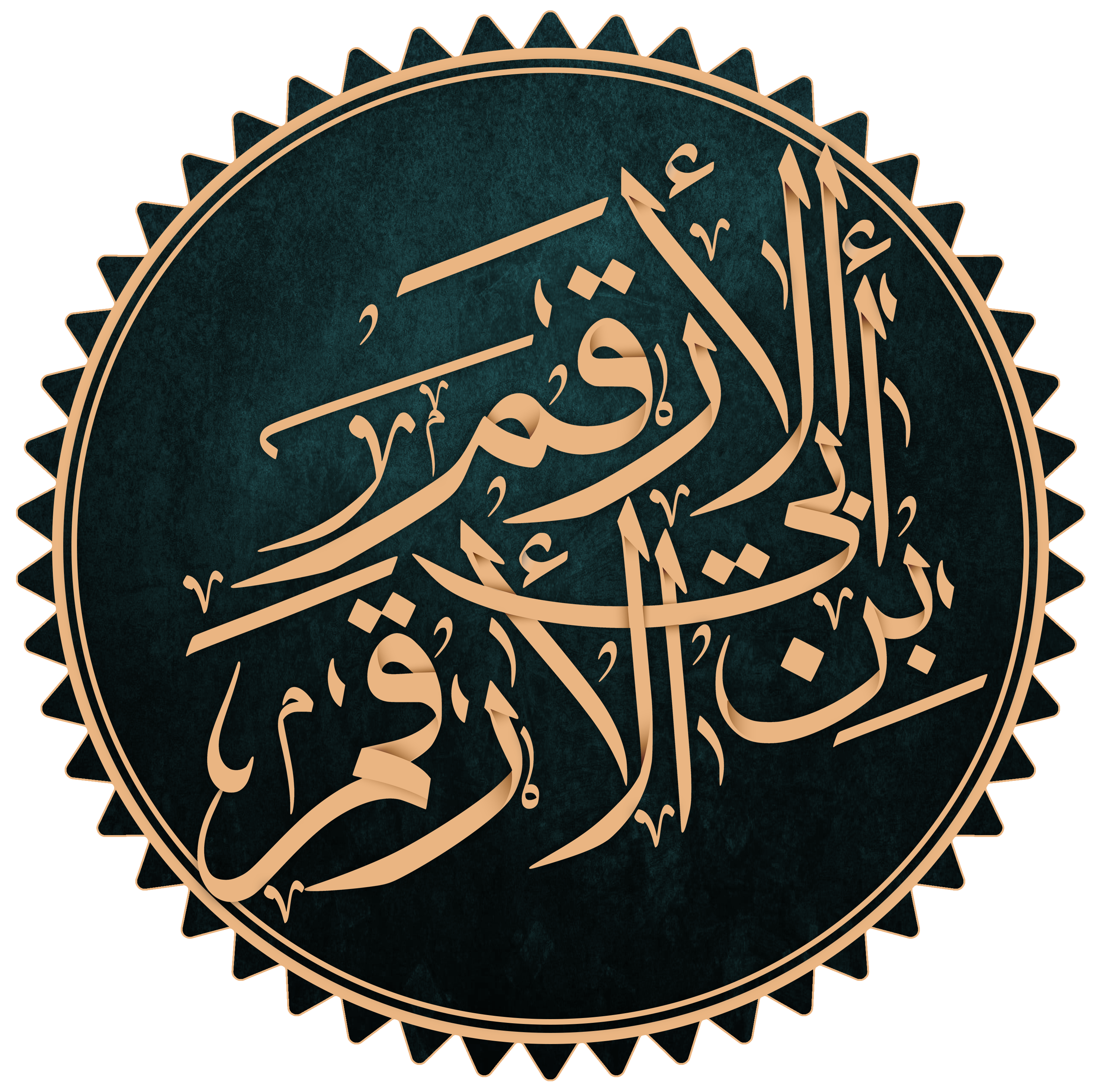
طرح‌نگاره‌ای از خوش‌نویسی نام ارقم بن ابی ارقم

ارقم بن عبدمناف، معروف به ارقم بن ابی ارقم از صحابه صدر اسلام و از سابقون در اسلام بود. او هفتمین شخصی بود که اسلام را پذیرفت. 
مادرش از بنی‌خزاعه و پدرش از بنی مخزوم از قریش بود.
لقب ارقم، قبل از اسلام، ابوعبدمناف، و بعد از اسلام, ابوعبدالله و ابوعبدالرحمن بود.
بر اساس نقلی، او هفتمین مسلمان بوده است. پیامبر اسلام پس از هجرت، بین او و زید بن سهل پیمان برادری بست. وی در غزوه بدر، احد و دیگر غزوات شرکت داشت و از راویان حدیث پیامبر اسلام بود. 
شهرت ارقم به خاطر این است که خانه وی در مکه بر دامنه کوه صفا، محل امنی برای مسلمانان، و محل تجمع مسلمانان نخستین بود و در آنجا محمد مردم را به اسلام دعوت می‌کرد. 
در نقلی آمده است که زمانی چهل مرد و بیش از ده زن در آنجا مخفی شده بودند . 
محمد در سال چهارم بعثت همراه یارانش در آنجا به سر می برد و کسانی که قصد مسلمان شدن داشتند، به آنجا، هدایت می شدند.  
این خانه در تاریخ اسلام به‌گونه ای اهمیت داشته که به صورت یک مقطع تاریخی درآمده است و حوادث دوران مکه در کتاب های سیره با ذکر اینکه قبل از خانه ارقم رخ داده یا بعد از آن، مشخص می‌شود.

## زندگی
وی در سال ۵۹۰ میلادی دیده به جهان گشود و در سال ۶۷۵ درگذشت. او در قضایای سیاسی و اجتماعی نیز نقش داشت ولی برخی کارهایش مورد نقد است. وی از اولین افرادی است که اسلام را پذیرفت و در پاره‌ای منابع وی را هفتمین کسی می‌دانند که اسلام آورد. دار ارقم که از مکان‌های نزدیک به کعبه بود از محل‌های اصلی تجمع صحابه بود.